# Дітенгайм
Дітенгайм (нім. Dietenheim) — місто в Німеччині, знаходиться в землі Баден-Вюртемберг. Підпорядковується адміністративному округу Тюбінген. Входить до складу району Альб-Дунай.
Площа — 18,76 км2. Населення становить 6798 ос. (станом на 31 грудня 2020).